# Canthium puberulum
Canthium puberulum är en måreväxtart som beskrevs av George Henry Kendrick Thwaites och Joseph Dalton Hooker. Canthium puberulum ingår i släktet Canthium och familjen måreväxter.
Artens utbredningsområde är Sri Lanka. Inga underarter finns listade i Catalogue of Life.